# Nelson Airport (flygplats i Kanada)
Nelson Airport är en flygplats i Kanada.   Den ligger i provinsen British Columbia, i den södra delen av landet, 3 100 km väster om huvudstaden Ottawa. Nelson Airport ligger 534 meter över havet. Den ligger vid sjön Kootenay Lake.
Terrängen runt Nelson Airport är bergig åt nordost, men åt sydväst är den kuperad. Nelson Airport ligger nere i en dal. Trakten runt Nelson Airport är nära nog obefolkad, med mindre än två invånare per kvadratkilometer.. Närmaste större samhälle är Nelson, 1,5 km nordost om Nelson Airport.
I omgivningarna runt Nelson Airport växer i huvudsak barrskog.